# Brückenkopf X
Brückenkopf X (englisch Beachhead) ist ein US-amerikanischer Kriegsfilm aus dem Jahr 1954. Er basiert auf dem 1946 erschienenen Roman I’ve Got Mine von Richard G. Hubler, einem Captain des US Marine Corps.

## Handlung
Ende Oktober 1943 landete ein Bataillon US-Marines auf der Insel Choiseul, um ein Ablenkungsmanöver für die bevorstehende Invasion der von den Japanern gehaltenen Insel Bougainville im Norden der Salomonen durchzuführen. Bougainville liegt nordöstlich der großen Inselkolonie Neuguinea im Südwestpazifik.
Vier Marines wurden ausgewählt, um eine Aufklärungspatrouille durchzuführen und einen französischen Bauern aufzuspüren. Dieser hatte einen einsamen Funkspruch an die Alliierten gesendet, in dem es um ein von den Japanern vermintes Gebiet ging. Wenn diese Information wahr ist, könnten 18 % der Invasionsstreitkräfte der Marine gerettet werden. Die Patrouille sollte sich vergewissern, dass der Funkspruch authentisch ist und der Bauer noch am Leben ist. Er könnte den Marines nämlich wertvolle Informationen für eine erfolgreiche amphibische Landung der alliierten Streitkräfte liefern. Sobald die Informationen vorliegen, soll die kleine Gruppe an der Küste ein Rendezvous mit einem PT-Boot der US Navy abhalten. Die Mitglieder der Patrouille sind die einzigen Überlebenden des Zuges ihres Sergeants auf Guadalcanal. Sowohl die Mitglieder der Patrouille als auch der Sergeant geben der Führung ihres Sergeants die Schuld an ihrem Untergang.

## Produktion
Brückenkopf X wurde vollständig im Territorium von Hawaii, auf Kauaʻi im Pazifik und am Hanalei Pier gedreht. Um technische Unterstützung für die Produktion des Films zu erhalten, wandten sich die Produzenten an das US Marine Corps. Obwohl das Marine Corps die Idee des Films gut fand, verweigerte es die Zusammenarbeit. Da im Drehbuch zwei der vier Marines getötet werden, sagte der Öffentlichkeitsbeauftragte, dass das Corps keine Unterstützung für einen Film leisten würde, der das Corps mit 50-prozentigen Verlusten zeigt. Schließlich befand man sich mitten in einer neuen Rekrutierungskampagne, die ein neues, weniger gefahrenträchtiges Image betonte. Die Produzenten besuchten daraufhin das Pentagon und erhielten Unterstützung von der Navy, der Küstenwache und der hawaiianischen Nationalgarde.
Mary Murphy hatte das Gefühl, dass Stuart Heisler versuchte, sie wie die eigene Frau des Regisseurs aussehen zu lassen. Zudem wurde sie am abgelegenen Drehort auf Hawaii fast von einem betrunkenen Kameramann attackiert.

## Besetzung und Synchronisation
| Rolle                         | Darsteller    | Sprecher            |
| ----------------------------- | ------------- | ------------------- |
| Burke                         | Tony Curtis   | Klaus Schwarzkopf   |
| Sergeant Fletcher             | Frank Lovejoy | Wolfgang Lukschy    |
| Nina Bouchard                 | Mary Murphy   | Renate Danz         |
| Bouchard, französischer Bauer | Eduard Franz  | Walther Suessenguth |
| Reynolds                      | Skip Homeier  | ???                 |
| Major Scott                   | John Doucette | Hans Wiegner        |
| Biggerman                     | Alan Wells    | Heinz Giese         |
| Soldat auf dem Boot           | N. N.         | Wolfgang Draeger    |
| Funkstimme                    | N. N.         | Hellmut Grube       |

## Veröffentlichung
Die Premiere fand am 5. Februar 1954 statt. In Westdeutschland kam der Film am 18. Februar 1955 in die Kinos.

## Kritik
„Ärgerlicher ‚Abenteuerfilm‘ mit einer unglaubhaften Liebesgeschichte und der Romantisierung des Dschungelkriegs.“